# Cassiopea
Genre
Le genre Cassiopea, aussi appelé Cassiopeia, est un genre de méduses de la famille des Cassiopeidae, de l'ordre Rhizostomeae et de la classe des Scyphozoa.

## Description et caractéristiques
Ce genre comprend des méduses qui possèdent, entre leurs bras, une algue symbiotique : la zooxanthelle. Cette algue fournit ses excès de nourriture produits à la méduse, qui s'en nourrit. Elle peut compléter son alimentation par la capture d'animaux planctoniques grâce à ses bras urticants.
Ces méduses sédentaires et benthiques se tiennent généralement à l'envers, immobiles, pour donner une luminosité suffisante à leurs algues. Lorsqu'elles se déplacent, elles se remettent à l'endroit. Cette particularité comportementale leur a valu leur nom de « Méduses à l'envers » (Upside-downs jellyfish en anglais). Certaines espèces de Cassiopea peuvent entrer dans un état de sommeil, qui se manifeste par un cycle où la fréquence de leurs pulsations est réduite,.
Ces méduses ne sont pas les seuls animaux à vivre en symbiose avec une algue zooxanthelles : l'exemple le mieux connu est celui des coraux d'eau chaudes, mais aussi d'autres espèces de méduses (Cotylorhiza, Rhizostoma, méduse dé (en)…), des bivalves (bénitiers), ainsi que d'autres espèces marines (Radiolaires, nudibranches…).

## Liste d'espèces
Selon World Register of Marine Species (1 mars 2015) :
- Cassiopea andromeda (Forsskål, 1775) — Indo-Pacifique, et introduite en Méditerranée
- Cassiopea culionensis Light, 1914 — Philippines
- Cassiopea depressa Haeckel, 1880 — Océan indien occidental
- Cassiopea frondosa (Pallas, 1774) — Caraïbes
- Cassiopea maremetens Gershwin, Zeidler & Davie, 2010 — Australie orientale
- Cassiopea mayeri Gamero-Mora, Collins, Boco, Geson III & Morandini, 2022 — des Philippines au Japon
- Cassiopea medusa Light, 1914 — Océan Pacifique
- Cassiopea mertensi Brandt, 1838 — Pacifique sud (notamment îles Carolines en Micronésie)
- Cassiopea ndrosia Agassiz & Mayer, 1899 — Pacifique sud
- Cassiopea ornata Haeckel, 1880 — Indo-Pacifique central (surtout Nouvelle Guinée)
- Cassiopea picta Vanhöffen, 1888 (nomen dubium)
- Cassiopea xamachana Bigelow, 1892 — Caraïbes

Note : Cotylorhiza tuberculata est parfois classée dans ce genre sous le nom de Cassiopea mediterranea.

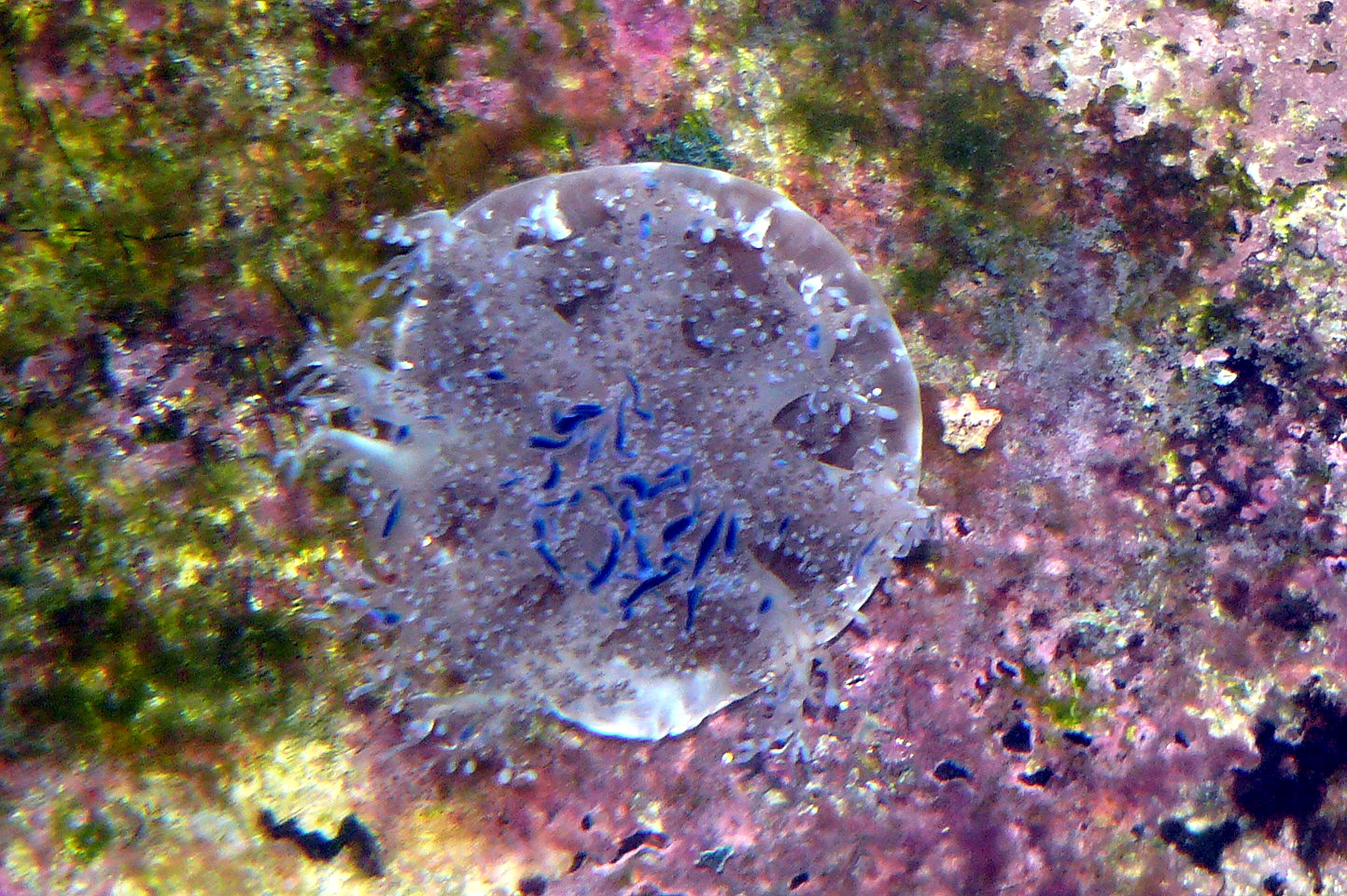
Cassiopea andromeda
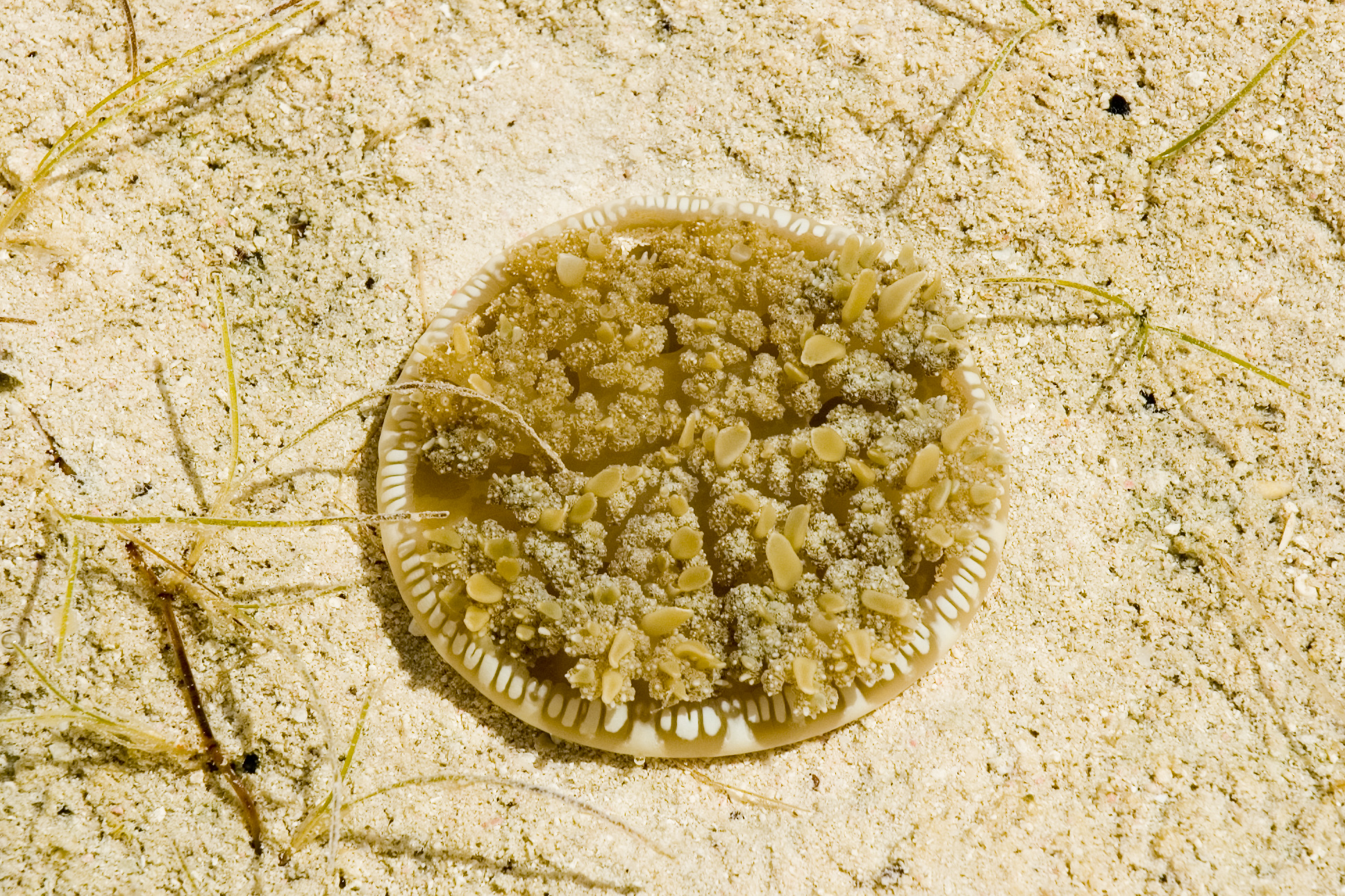
Cassiopea frondosa
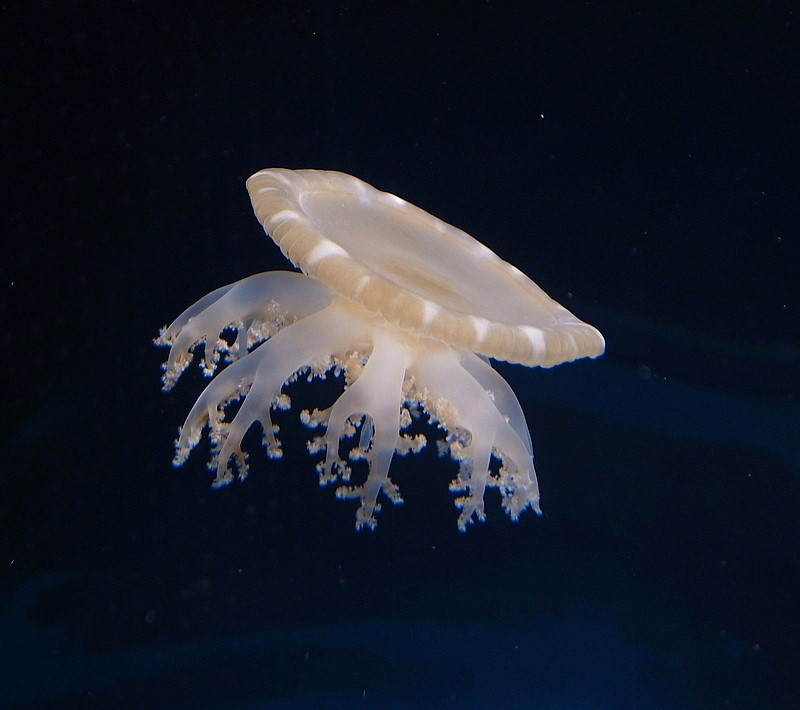
Cassiopea ornata
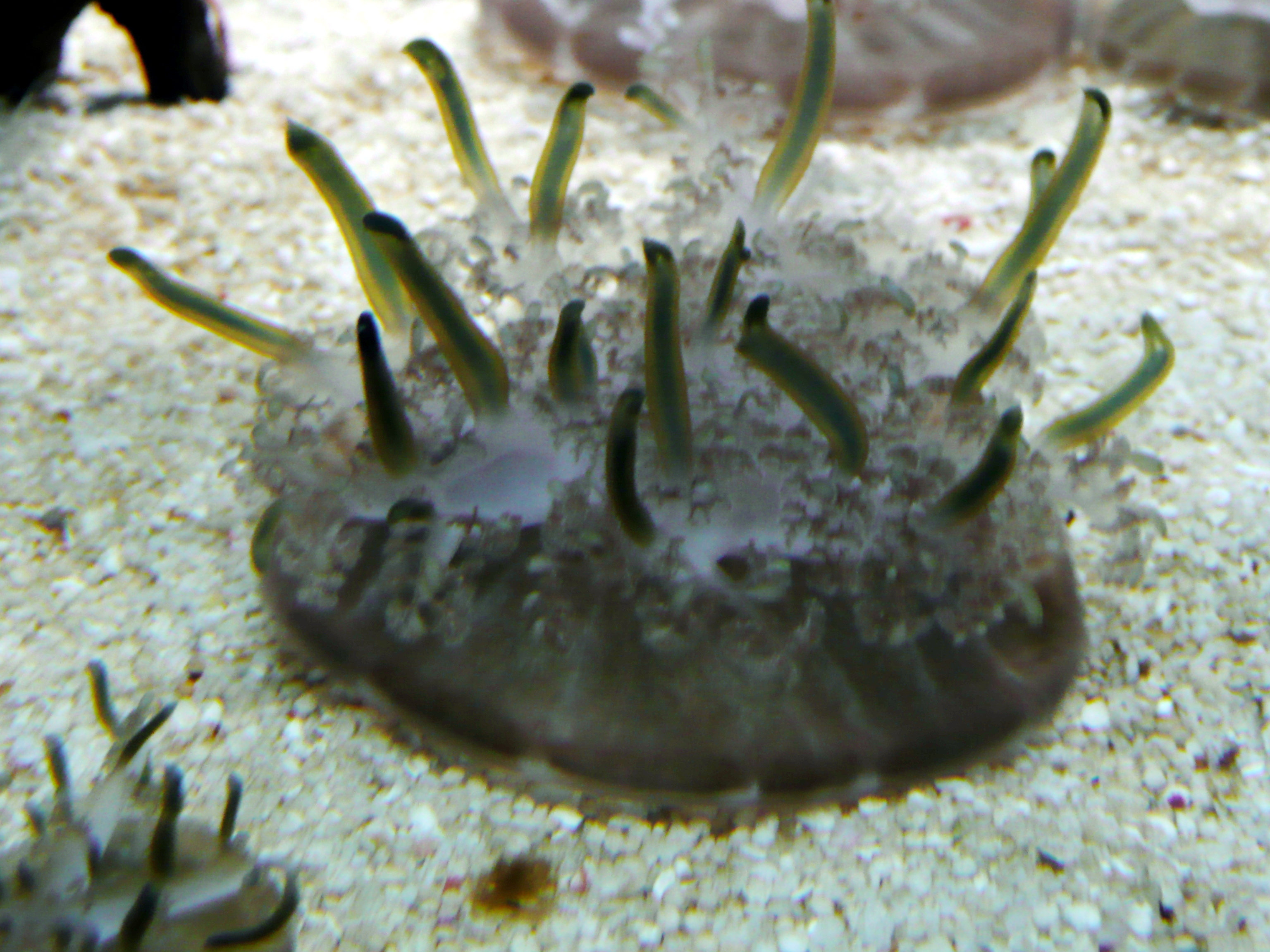
Cassiopea xamachana